# Folli Follie
Folli-Follie ist ein Label für Schmuck, modische Armbanduhren und Accessoires. Die Produkte werden nach eigenen Entwürfen der Firma bei externen Partnern gefertigt. Kernzielgruppe sind die 20- bis 40-Jährigen. Weltweit betreibt das Unternehmen 250 eigene Stores.
Das Unternehmen wurde 1986 von Dimitris Koutsolioutsos in Athen gegründet. Seit 1994 werden auch Uhren angeboten, der erste Laden der Marke in Übersee eröffnete 1995 in Japan, dort werden mittlerweile 80 Läden betrieben. Seit 1997 ist das Unternehmen an der Athener Börse gelistet. Zeitweise wurde Herrenuhren unter dem Namen Triton angeboten, mittlerweile werden auch diese als Folli Follie angeboten.
Seit 2004 werden die Produkte der Marke nicht mehr ausschließlich über eigene Stores angeboten, sondern sind auch im Handel erhältlich. Im Mai 2018 zweifelte der Hedgefonds Quintessential Capital Management die offizielle Zahl der Verkaufsstellen an und bewirkte somit einen starken Kursverfall. Die Aktie musste vom Handel ausgesetzt werden und gegen die Geschäftsführung wurde nach weiteren Unregelmäßigkeiten Klage wegen Marktmanipulationen eingereicht.